# Турнепс
Турне́пс, или кормовая репа, — двухлетнее растение с крупным корнеплодом, используемое в основном в качестве кормовой культуры.
Ранее турнепс рассматривался как самостоятельный биологический вид Brassica rapifera либо как подвид репы (Brassica rapa) — Brassica rapa subsp. rapa L., сейчас эти названия считаются устаревшими синонимами. При современном подходе в соответствии с правилами МКБН и МКНКР корректным названием группы сортов является Brassica rapa Fodder Turnip Group.

## Применение

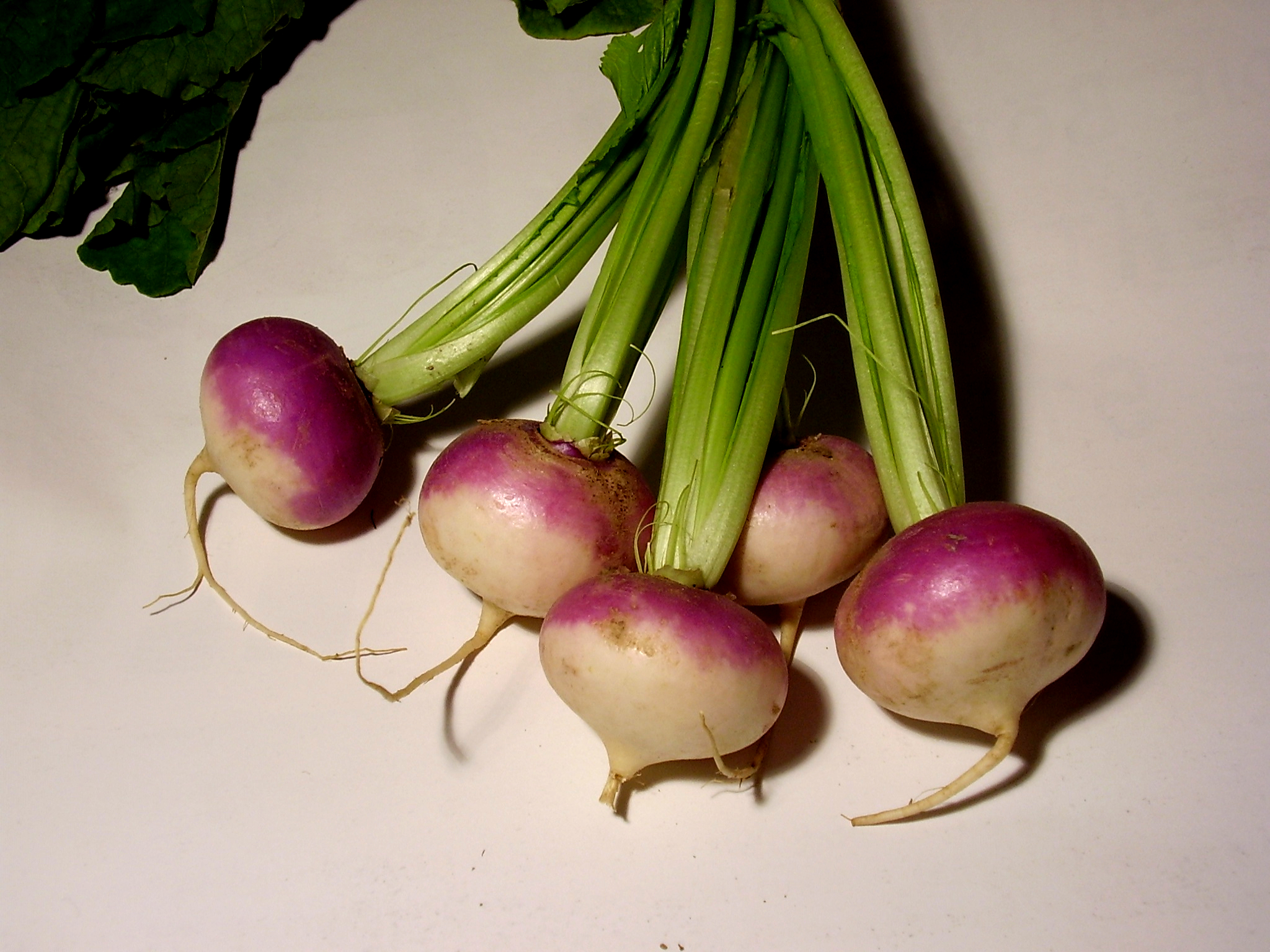
Мелкоплодный сорт турнепса

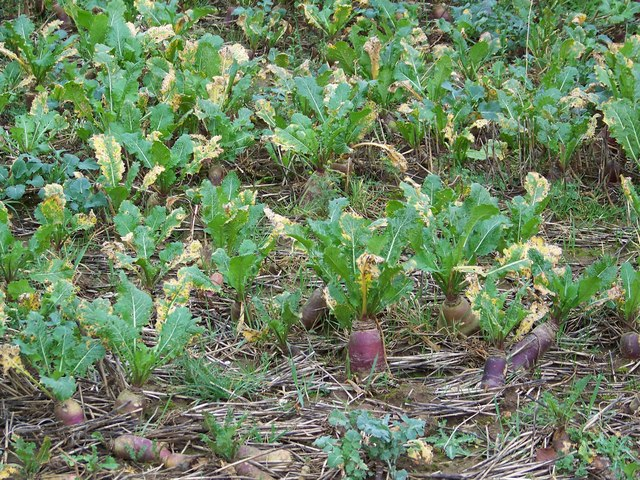
Посадки турнепса

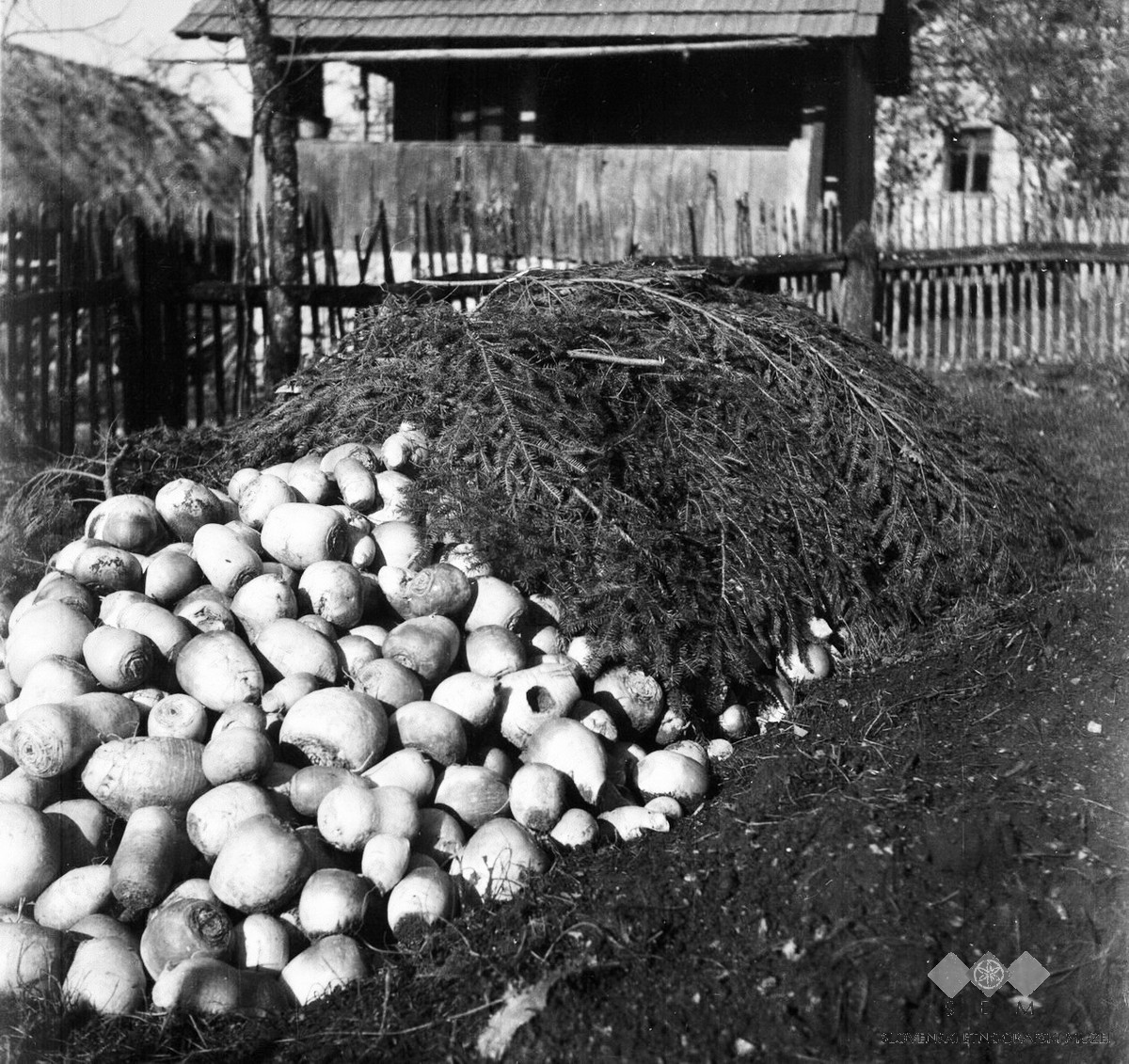
Бурт (гурт) с турнепсом

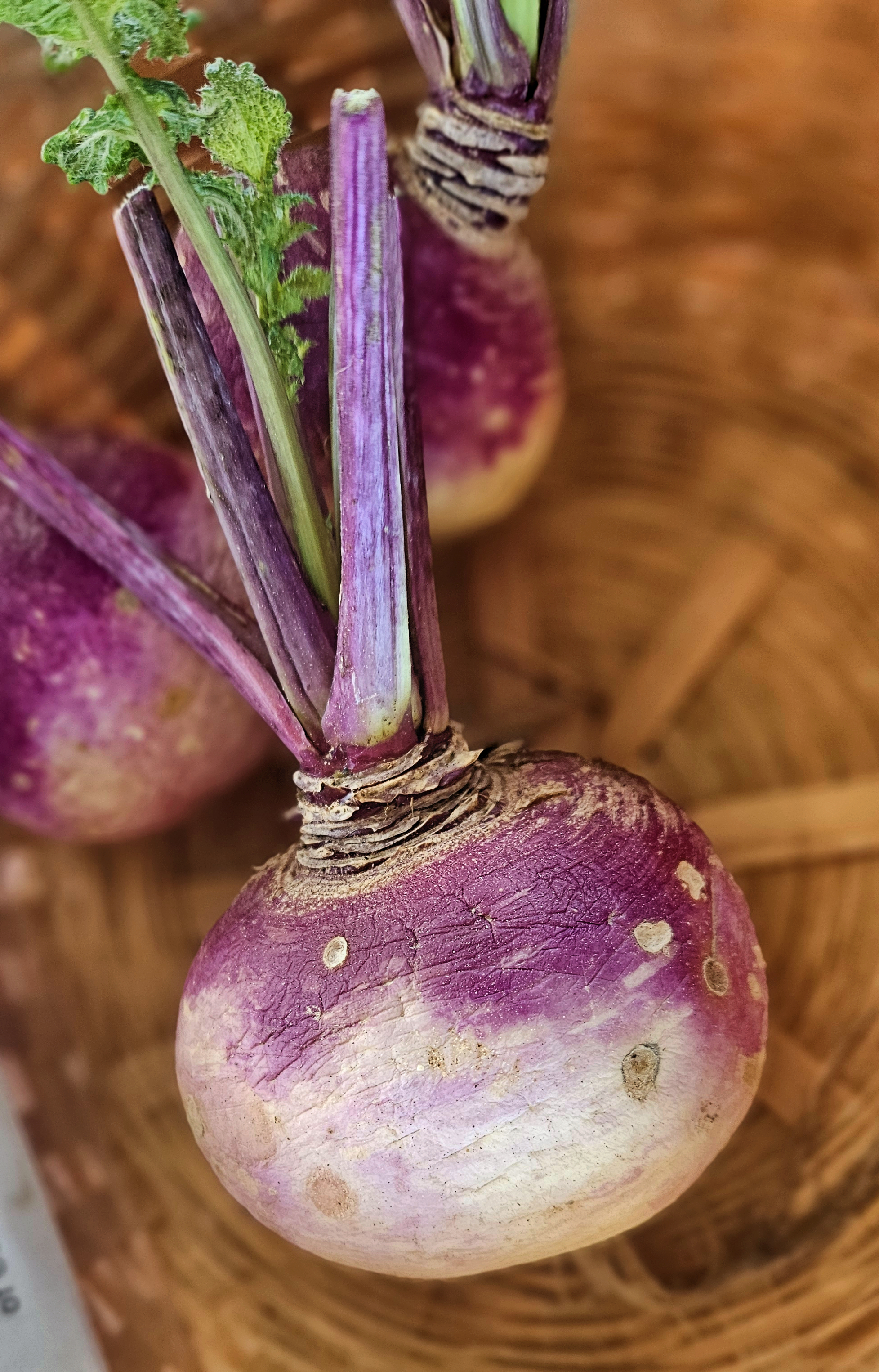
Турнепс, занявший 1-е место в конкурсе продуктов на ежегодной ярмарке в США.

Турнепс — культурное овощное растение, выращиваемое в умеренном климате, как правило, на корм скоту. Средняя урожайность кормовой репы колеблется от 6000 до 8000 кг сухого вещества с гектара. При благоприятных условиях может дать урожай до 1000 ц/га корнеплодов и до 150 ц/га листьев. Вес отдельных корнеплодов может превышать 1 кг. Иногда посевы турнепса скармливают на корню: сначала крупному рогатому скоту (поедает листья и надземную часть корней), затем свиньям (выкапывают остатки корнеплодов). Занимает большие площади в Германии, Дании, Великобритании, США, Канаде, Австралии. Форма корнеплодов цилиндрическая, овальная, шаровидная; окраска — белая, фиолетовая, жёлтая. Хорошо растёт на суглинистых и дерново-подзолистых супесчаных почвах. Помимо овощехранилищ, может храниться в буртах, траншеях.

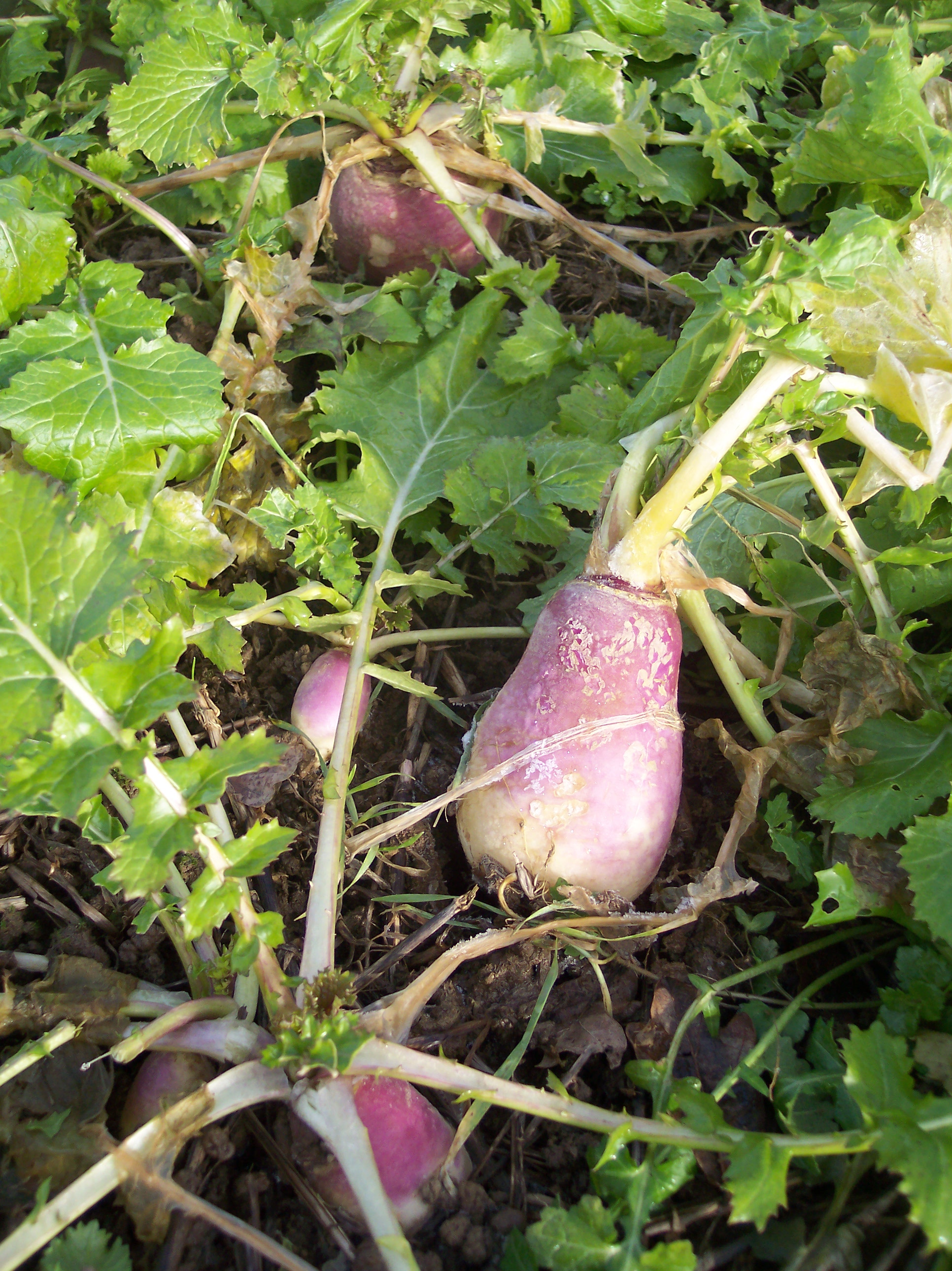
Кормовой турнепс

Корнеплоды содержат сахар (преобладает глюкоза), белки, липиды, много минеральных солей (калий, кальций, магний, фосфор, железо, марганец, цинк), много витаминов (особенно C, B1, B2, PP), небольшое количество каротинa и целлюлозы. В молодых листьях содержится витамин С.
Существуют сорта не только пригодные в пищу человеку, но и вкусные. Выращивать турнепс так же просто, как и редьку, репу, редис. Для летнего потребления сеют рано весной, для зимнего хранения — в начале июля. Используют в сыром натертом виде для салатов, и в варёном виде для овощных рагу или пюре.
В Англии XVIII века влиятельный политик из партии вигов Чарльз «Репа» Таунсенд продвигал использование кормовой репы в специально разработанном им четырёхлетном севообороте, ввиду её высокой урожайности и пищевой ценности, скороспелости, нетребовательности и возможности потребления урожая скотом на корню.

В народной медицине турнепс используется как слабительное, противовоспалительное, мочегонное и отхаркивающее средство. Сок репы с медом применяется при лечении желудочно-кишечных заболеваний и как стимулятор сердечной деятельности. Употребление корнеплодов оказывает лечебное действие при гастрите с пониженной секрецией, спастическом колите, нарушениях функции желчевыводящих путей, атонии кишечника.

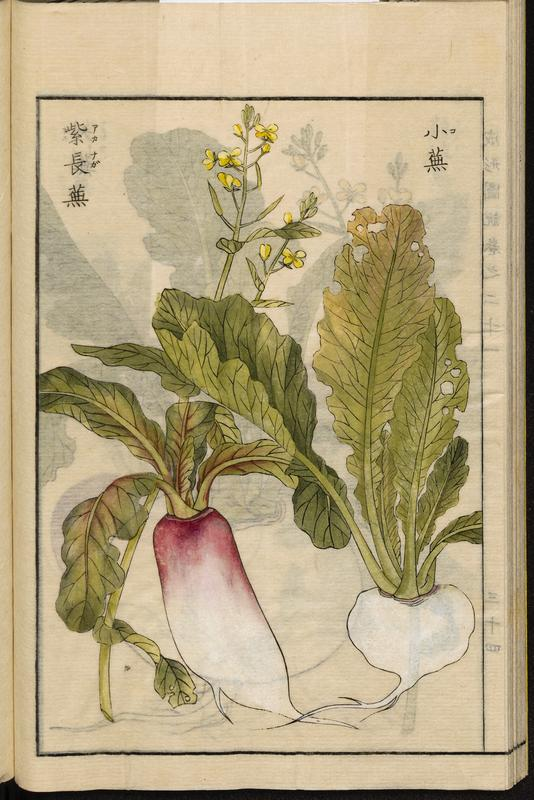
Турнепс на японском рисунке

## В искусстве
- «Турнепс» — название первого альбома рок-группы «Рондо».
- Репка и Турнепка — близнецы, герои сказки Сергея Михалкова «Праздник непослушания»